# Silver Bullets
Silver Bullets (с англ. — «Серебряные пули») — студийный альбом новозеландской инди-рок группы The Chills из Данидина. Он был выпущен 30 октября 2015 года на лейбле Fire Records после долгого перерыва.
Мартин Филиппс рассказал о 19-летнем перерыве с момента выхода их предыдущего альбома. «Мы просто не могли. Было много разочарований, но, наконец, кто-то поддержал нас деньгами и верой в меня и группу. Все произошло довольно быстро. И понеслось!».

## Отзывы
| Совокупная оценка | Совокупная оценка |
| Источник          | Оценка            |
| ----------------- | ----------------- |
| Metacritic        | 79/100            |
| Оценки критиков   |                   |
| Источник          | Оценка            |
| AllMusic          | [ 1 ]             |
| Chicago Tribune   | [ 7 ]             |
| Drowned in Sound  | 9/10              |
| The Guardian      | [ 9 ]             |
| Mojo              | [ 10 ]            |
| Pitchfork         | 6.9/10            |
| Q                 | [ 12 ]            |
| Record Collector  | [ 13 ]            |
| Uncut             | [ 14 ]            |
| Under the Radar   | 6.5/10            |

Silver Bullets получил положительные отзывы от музыкальных критиков. Критик AllMusic Тим Сендра оценил альбом на 3,5 из 5 и отметил, что «…альбом 2015 года Silver Bullets — возвращение, которое получилось благодаря мастерству Филлиппса в написании песен, его мелодическому дару и ностальгическому, но не застрявшему в прошлом звучанию группы. В аранжировках много клавишных, гитарных партий и иногда скрипки, но они богаты и не перегружены. …Silver Bullets — это единое целое, и ему не нужен поп-хит, небесный или иной, чтобы быть интересным или стоящим. Достаточно того, что Chills вернулись и так же хороши, как и в прошлый раз».
Pitchfork отметил: «Гитары погружены в реверберацию, органы гудят, голос Филлиппса, как всегда, спокойный и уверенный. Сочетание деликатного изящества с витиеватыми деталями — непростой подвиг, но на Silver Bullets Филлиппсу это удается снова и снова».
The Guardian отметила: «Привлекательность The Chills всегда заключалась в их способности сочетать яркость и туманность — они звучат почти как музыкальное воплощение осени, частично ветреной и частично золотой, — и это в значительной степени присутствует на Silver Bullets, небольшом триумфе альбома». Drowned in Sound отметила: «Мини-кинотеатры Silver Bullets демонстрируют все истинные достоинства The Chills. Их героическое сострадание вдохновляет на любовь, проповедует сочувствие, поддерживает жизнь. Прославляйте их как святых»

## Список композиций
Все песни написаны Мартином Филлиппсом.
1. «Father Time» — 0:34
2. «Warm Waveform» — 4:10
3. «Silver Bullets» — 3:58
4. «Underwater Wasteland» — 5:27
5. «America Says Hello» — 5:05
6. «Liquid Situation» — 0:50
7. «Pyramid / When the Poor Can Reach the Moon» — 8:03
8. «Aurora Corona» — 4:28
9. «I Can’t Help You» — 3:10
10. «Tomboy» — 4:42
11. «Molten Gold» — 3:25